# 2014-es labdarúgó-világbajnokság-selejtező (UEFA – F csoport)
A 2014-es labdarúgó-világbajnokság európai selejtező, F csoportjának eredményeit tartalmazó lapja. A csoport sorsolását 2011. július 30-án tartották Rio de Janeiróban. A csoportban körmérkőzéses, oda-visszavágós rendszerben játszottak egymással a csapatok. A csoportelső automatikus résztvevője lett a 2014-es labdarúgó-világbajnokságnak, a csoport második helyezettje a pótselejtezőn vehetett részt.
A csoportban Portugália, Oroszország, Izrael, Észak-Írország, Azerbajdzsán és Luxemburg szerepelt.

## Tabella
| Hely. | Csapat         | M  | Gy | D | V | G+ | G– | Gk  | P  | Továbbjutás                         |     | Oroszország | Portugália | Izrael | Azerbajdzsán | Észak-Írország | Luxemburg |
| ----- | -------------- | -- | -- | - | - | -- | -- | --- | -- | ----------------------------------- | --- | ----------- | ---------- | ------ | ------------ | -------------- | --------- |
| 1.    | Oroszország    | 10 | 7  | 1 | 2 | 20 | 5  | +15 | 22 | Kijutott a 2014-es világbajnokságra |     | —           | 1–0        | 3–1    | 1–0          | 2–0            | 4–1       |
| 2.    | Portugália     | 10 | 6  | 3 | 1 | 20 | 9  | +11 | 21 | Továbbjutott a második fordulóba    |     | 1–0         | —          | 1–1    | 3–0          | 1–1            | 3–0       |
| 3.    | Izrael         | 10 | 3  | 5 | 2 | 19 | 14 | +5  | 14 |                                     |     | 0–4         | 3–3        | —      | 1–1          | 1–1            | 3–0       |
| 4.    | Azerbajdzsán   | 10 | 1  | 6 | 3 | 7  | 11 | −4  | 9  |                                     | 1–1 | 0–2         | 1–1        | —      | 2–0          | 1–1            |           |
| 5.    | Észak-Írország | 10 | 1  | 4 | 5 | 9  | 17 | −8  | 7  |                                     | 1–0 | 2–4         | 0–2        | 1–1    | —            | 1–1            |           |
| 6.    | Luxemburg      | 10 | 1  | 3 | 6 | 7  | 26 | −19 | 6  |                                     | 0–4 | 1–2         | 0–6        | 0–0    | 3–2          | —              |           |

## Mérkőzések
A mérkőzéseket 2012. szeptember 7-e és 2013. október 15-e között játszották le. A pontos menetrendről az országok labdarúgó-szövetségei 2011. november 25-én Luxembourgban egyeztettek.
Valamennyi mérkőzés kezdési időpontja helyi idő szerint van feltüntetve, az egyezményes koordinált világidőhöz (UTC) viszonyítva.
| 2012. szeptember 7. 19:00 (UTC+4) |

| Oroszország                         | 2–0               | Észak-Írország |
| ----------------------------------- | ----------------- | -------------- |
| Fajzulin 30' Sirokov 78' (11-esből) | (1–0) Jegyzőkönyv |                |

| Lokomotyiv Stadion, Moszkva Nézőszám: 14 300 Játékvezető: Anthony Gautier (francia) |

| 2012. szeptember 7. 21:00 (UTC+5) |

| Azerbajdzsán | 1–1               | Izrael     |
| ------------ | ----------------- | ---------- |
| Abishov 65'  | (0–0) Jegyzőkönyv | Natkho 50' |

| Tofik Bahramov Stadion, Baku Nézőszám: 22 211 Játékvezető: Matej Jug (szlovén) |

| 2012. szeptember 7. 20:45 (UTC+2) |

| Luxemburg   | 1–2               | Portugália              |
| ----------- | ----------------- | ----------------------- |
| da Mota 13' | (1–1) Jegyzőkönyv | Ronaldo 28' Postiga 54' |

| Stade Josy Barthel, Luxembourg Nézőszám: 8125 Játékvezető: Kristo Tohver (észt) |

| 2012. szeptember 11. 20:00 (UTC+3) |

| Izrael | 0–4               | Oroszország                               |
| ------ | ----------------- | ----------------------------------------- |
|        | (0–2) Jegyzőkönyv | Kerzsakov 7' 64' Kokorin 18' Fajzulin 77' |

| Ramat Gan Stadion, Ramat Gan Nézőszám: 28 131 Játékvezető: Mark Clattenburg (angol) |

| 2012. szeptember 11. 19:45 (UTC+1) |

| Észak-Írország | 1–1               | Luxemburg   |
| -------------- | ----------------- | ----------- |
| Shiels 14'     | (1–0) Jegyzőkönyv | da Mota 87' |

| Windsor Park, Belfast Nézőszám: 10 674 Játékvezető: Vlado Glodjović (szerb) |

| 2012. szeptember 11. 20:15 (UTC+1) |

| Portugália                       | 3–0               | Azerbajdzsán |
| -------------------------------- | ----------------- | ------------ |
| Varela 64' Postiga 85' Alves 88' | (0–0) Jegyzőkönyv |              |

| Estádio Municipal, Braga Nézőszám: 29 971 Játékvezető: Szymon Marciniak (lengyel) |

| 2012. október 12. 21:00 (UTC+2) |

| Luxemburg | 0–6               | Izrael                                                 |
| --------- | ----------------- | ------------------------------------------------------ |
|           | (0–3) Jegyzőkönyv | Radi 4' Ben Basat 12' Hemed 27' 74' 90+1' Melikson 61' |

| Stade Josy Barthel, Luxembourg Nézőszám: 2631 Játékvezető: Leontios Trattou (ciprusi) |

| 2012. október 12. 19:00 (UTC+4) |

| Oroszország  | 1–0               | Portugália |
| ------------ | ----------------- | ---------- |
| Kerzsakov 6' | (1–0) Jegyzőkönyv |            |

| Luzsnyiki Stadion, Moszkva Nézőszám: 54 212 Játékvezető: Kassai Viktor (magyar) |

| 2012. október 16. 19:00 (UTC+4) |

| Oroszország            | 1–0               | Azerbajdzsán |
| ---------------------- | ----------------- | ------------ |
| Sirokov 84' (11-esből) | (0–0) Jegyzőkönyv |              |

| Luzsnyiki Stadion, Moszkva Nézőszám: 15 033 Játékvezető: Alekszandar Sztavrev (macedón) |

| 2012. október 16. 20:45 (UTC+1) |

| Portugália  | 1–1               | Észak-Írország |
| ----------- | ----------------- | -------------- |
| Postiga 79' | (0–1) Jegyzőkönyv | McGinn 30'     |

| Estádio do Dragão, Porto Nézőszám: 48 711 Játékvezető: Thorsten Kinhöfer (német) |

| 2012. október 16. 18:00 (UTC+2) |

| Izrael                      | 3–0               | Luxemburg |
| --------------------------- | ----------------- | --------- |
| Hemed 13' 48' Ben Basat 35' | (2–0) Jegyzőkönyv |           |

| Ramat Gan Stadion, Ramat Gan Nézőszám: 20 400 Játékvezető: Harald Lechner (osztrák) |

| 2012. november 14. 19:45 (UTC±0) |

| Észak-Írország | 1–1               | Azerbajdzsán |
| -------------- | ----------------- | ------------ |
| Healy 90+6'    | (0–1) Jegyzőkönyv | Aliyev 5'    |

| Windsor Park, Belfast Nézőszám: 12 372 Játékvezető: Viktor Svecov (ukrán) |

| 2013. március 22. 14:45 (UTC+2) |

| Izrael                              | 3–3               | Portugália                          |
| ----------------------------------- | ----------------- | ----------------------------------- |
| Hemed 24' Ben Basat 40' Gershon 70' | (2–1) Jegyzőkönyv | Alves 2' Postiga 72' Coentrão 90+3' |

| Ramat Gan Stadion, Ramat Gan Nézőszám: 41 583 Játékvezető: Stéphane Lannoy (francia) |

| 2013. március 22. 20:15 (UTC+1) |

| Luxemburg | 0–0         | Azerbajdzsán |
| --------- | ----------- | ------------ |
|           | Jegyzőkönyv |              |

| Stade Josy Barthel, Luxembourg Nézőszám: 1324 Játékvezető: Padraigh Sutton (ír) |

| 2013. március 26. 21:00 (UTC+4) |

| Azerbajdzsán    | 0–2               | Portugália            |
| --------------- | ----------------- | --------------------- |
| Aliyev 51′, 55′ | (0–0) Jegyzőkönyv | Alves 63' Almeida 79' |

| Tofik Bahramov Stadion, Baku Nézőszám: 24 558 Játékvezető: Andre Marriner (angol) |

| 2013. március 26. 19:45 (UTC±0) |

| Észak-Írország | 0–2               | Izrael                     |
| -------------- | ----------------- | -------------------------- |
|                | (0–0) Jegyzőkönyv | Refaelov 78' Ben Basat 84' |

| Windsor Park, Belfast Nézőszám: 11 200 Játékvezető: Hannes Kaasik (észt) |

| 2013. június 7. 21:00 (UTC+5) |

| Azerbajdzsán | 1–1               | Luxemburg |
| ------------ | ----------------- | --------- |
| Abishov 71'  | (0–0) Jegyzőkönyv | Bensi 80' |

| Nézőszám: 9258 Játékvezető: Fábián Mihály (magyar) |

| 2013. június 7. 20:45 (UTC+1) |

| Portugália | 1–0               | Oroszország |
| ---------- | ----------------- | ----------- |
| Postiga 9' | (1–0) Jegyzőkönyv |             |

| Estádio da Luz, Lisszabon Nézőszám: 54 697 Játékvezető: Damir Skomina (szlovén) |

| 2013. augusztus 14. 19:45 (UTC+1) |

| Észak-Írország | 1–0               | Oroszország |
| -------------- | ----------------- | ----------- |
| Paterson 43'   | (1–0) Jegyzőkönyv |             |

| Windsor Park, Belfast Nézőszám: 11 178 Játékvezető: Tom Harald Hagen (norvég) |

| 2013. szeptember 6. 19:30 (UTC+4) |

| Oroszország                                 | 4–1               | Luxemburg   |
| ------------------------------------------- | ----------------- | ----------- |
| Kokorin 1' 36' Kerzsakov 60' Szamedov 90+3' | (2–0) Jegyzőkönyv | Joachim 90' |

| Központi Stadion, Kazany Nézőszám: 18 000 Játékvezető: Bobby Madden (skót) |

| 2013. szeptember 6. 19:45 (UTC+1) |

| Észak-Írország       | 2–4               | Portugália                    |
| -------------------- | ----------------- | ----------------------------- |
| McAuley 37' Ward 52' | (1–1) Jegyzőkönyv | Alves 21' Ronaldo 68' 77' 83' |

| Windsor Park, Belfast Nézőszám: 12 001 Játékvezető: Danny Makkelie (holland) |

| 2013. szeptember 7. 20:45 (UTC+3) |

| Izrael       | 1–1               | Azerbajdzsán    |
| ------------ | ----------------- | --------------- |
| Shechter 73' | (0–0) Jegyzőkönyv | Amirguliyev 61' |

| Ramat Gan Stadion, Ramat Gan Nézőszám: 21 250 Játékvezető: Stefan Johannesson (svéd) |

| 2013. szeptember 10. 19:00 (UTC+4) |

| Oroszország                             | 3–1               | Izrael       |
| --------------------------------------- | ----------------- | ------------ |
| Berezuckij 49' Kokorin 52' Glusakov 74' | (0–0) Jegyzőkönyv | Zahavi 90+3' |

| Petrovszkij Stadion, Szentpétervár Nézőszám: 21 107 Játékvezető: Manuel Gräfe (német) |

| 2013. szeptember 10. 20:15 (UTC+2) |

| Luxemburg                         | 3–2               | Észak-Írország           |
| --------------------------------- | ----------------- | ------------------------ |
| Joachim 47' Bensi 78' Jänisch 88' | (0–1) Jegyzőkönyv | Paterson 14' McAuley 82' |

| Stade Josy Barthel, Luxembourg Nézőszám: 4114 Játékvezető: Robert Malek (lengyel) |

| 2013. október 11. 21:00 (UTC+5) |

| Azerbajdzsán                | 2–0               | Észak-Írország |
| --------------------------- | ----------------- | -------------- |
| Dadashov 58' Shukurov 90+5' | (0–0) Jegyzőkönyv |                |

| Eighth Kilometer District Stadium, Baku Nézőszám: 10 100 Játékvezető: Andrea De Marco (olasz) |

| 2013. október 11. 20:30 (UTC+2) |

| Luxemburg | 0–4               | Oroszország                                           |
| --------- | ----------------- | ----------------------------------------------------- |
|           | (0–3) Jegyzőkönyv | Szamedov 9' Fajzulin 39' Glusakov 45+2' Kerzsakov 73' |

| Stade Josy Barthel, Luxembourg Nézőszám: 5354 Játékvezető: Stephan Studer (svájci) |

| 2013. október 11. 20:45 (UTC+1) |

| Portugália | 1–1               | Izrael        |
| ---------- | ----------------- | ------------- |
| Costa 27'  | (1–0) Jegyzőkönyv | Ben Basat 85' |

| Estádio José Alvalade, Lisszabon Nézőszám: 48 317 Játékvezető: Tom Harald Hagen (norvég) |

| 2013. október 15. 22:00 (UTC+5) |

| Azerbajdzsán             | 1–1               | Oroszország |
| ------------------------ | ----------------- | ----------- |
| Medvedev 73′ Javadov 90' | (0–1) Jegyzőkönyv | Sirokov 15' |

| Eighth Kilometer District Stadium, Baku Nézőszám: 11 000 Játékvezető: Milorad Mažić (szerb) |

| 2013. október 15. 20:00 (UTC+3) |

| Izrael        | 1–1               | Észak-Írország |
| ------------- | ----------------- | -------------- |
| Ben Basat 43' | (1–0) Jegyzőkönyv | Davis 72'      |

| Ramat Gan Stadion, Ramat Gan Nézőszám: 12 785 Játékvezető: Laurent Duhamel (francia) |

| 2013. október 15. 18:00 (UTC+1) |

| Portugália                             | 3–0               | Luxemburg   |
| -------------------------------------- | ----------------- | ----------- |
| Varela 29' Nani 36' Hélder Postiga 78' | (2–0) Jegyzőkönyv | Joachim 27′ |

| Estádio Cidade da Coimbra, Coimbra Nézőszám: 18 955 Játékvezető: Bülent Yildirim (török) |